# Mateu Martí i Miquel
Mateu Martí i Miquel, conegut com a Ateo Martí o Ateu Martí (Palma, 16 d'octubre de 1889 - Palma, coll de sa Creu, 29 de juliol de 1936), fou un polític i periodista mallorquí d'esquerres, maçó i anticlerical. D'origen modest, fou petit empresari i empleat de l'Ajuntament de Palma. Fou el primer mallorquí que viatjà a la Unió Soviètica. Milità des dels 15 anys en diversos partits republicans. Entre 1919 i 1923 estigué afiliat al PSOE. El 1924, ingressà a la lògia maçònica «Renovación», de Palma. El 1930 fundà i presidí la Lliga Laica de Mallorca. El 1931 dirigí les publicacions Nuestra Palabra i La Sotana Roja. Durant la Segona República milità de manera intermitent en el PCE i fou candidat a diputat per aquest partit a les eleccions de novembre de 1933. Fou detingut, jutjat i processat arran dels Fets d'Octubre del 1934. Resident durant una part de l'any a s'Arenal, el 1935 promogué la creació de la cooperativa de treball de la Unió de Trencadors. Les darreres recerques indiquen que fou assassinat el 29 de juliol de 1936 (abans s'havia donat la data incorrecta del 5-6 d'agost del mateix any). El 30 de juliol de 2020 l'Ajuntament de Palma aprovà una moció per a la reparació moral i la recuperació de la seva memòria.